# Rorippa columbiae
Rorippa columbiae är en korsblommig växtart som först beskrevs av Wilhelm Nikolaus Suksdorf och Benjamin Lincoln Robinson, och fick sitt nu gällande namn av Wilhelm Nikolaus Suksdorf och Howell. Rorippa columbiae ingår i släktet fränen, och familjen korsblommiga växter. Inga underarter finns listade i Catalogue of Life.

## Bildgalleri

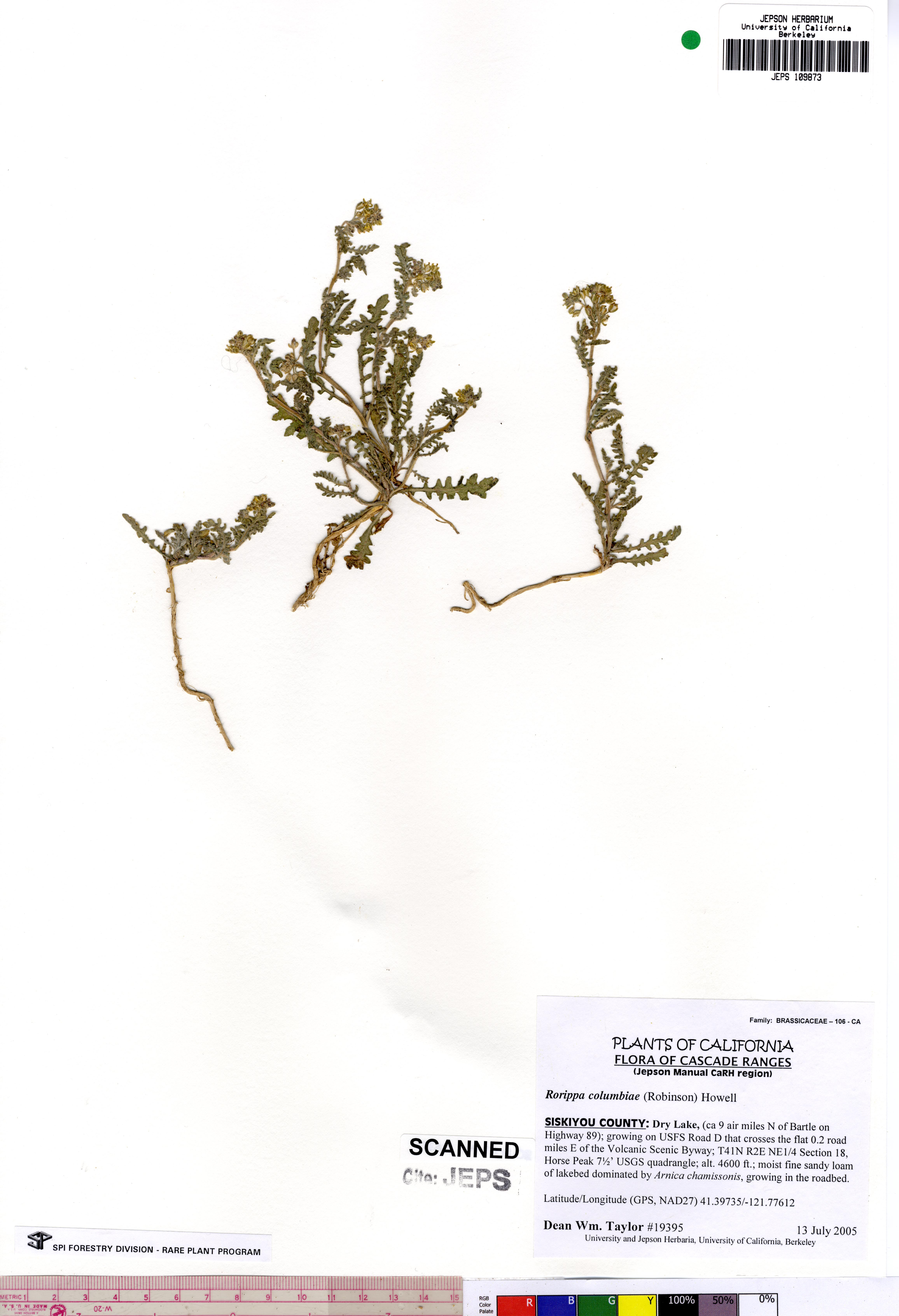